# Izmajlovo (Oblast' di Ul'janovsk)
Izmajlovo (in russo Измайлово?) è un villaggio operaio della Russia europea, situato nel rajon Baryšskij dell'oblast' di Ul'janovsk.
Si trova 147 km a sud-ovest di Ul'janovsk e 17 km a nord-est di Baryš (centro distrettuale).